# Don't Say You Love Me
«Don't Say You Love Me» es el trigésimoprimer sencillo publicado del dueto inglés de música electrónica Erasure, lanzado en 2005.
Don't Say You Love Me es una canción que fue compuesta por (Clarke/Bell).

## Descripción
Don't Say You Love Me fue el segundo sencillo que se extrajo del álbum Nightbird.

Los arreglos vocales de Don't Say You Love Me fueron producidos y grabados por Steve Walsh y editados por Nick Cipriano.

Don't Say You Love Me obtuvo la posición número 15 en el ranking británico, también alcanzó la colocación número 69 en el ranking de Alemania y la número 12 en Dinamarca.

En el DVD aparece el video de Don't Say You Love Me, que es una animación con las caras de Clarke y Bell.

## Lista de temas
| CD Sencillo (CDMUTE337) 1. «Don't Say You Love Me» (Single Mix) 3:45 2. «Lie to Me» 2:56 CD Sencillo (LCDMUTE337) 1. «Don't Say You Love Me» (Mark Moore & Eon Vox Remix) 5:35 2. «Don't Say You Love Me» (ATOC's Rock 'n' Ravin' Vocal Remix) 7:04 3. «Breathe» (Pete Heller's Phela Club Mix) 7:11 DVD Sencillo (DVDMUTE337) 1. «Don't Say You Love Me» (Radio Mix) 3:35 2. «Don't Say You Love Me» (Piney Gir Mix) 4:30 3. «Don't Say You Love Me» (Video) 3:45 CD maxisencillo (92852) 1. «Don't Say You Love Me» (Single Mix) 3:45 2. «Don't Say You Love Me» (Radio Mix) 3:35 3. «Lie To Me» 2:56 4. «Don't Say You Love Me» (Piney Gir Mix) 4:30 5. «Don't Say You Love Me» (Mark Moore & Eon Vox Remix) 5:35 6. «Don't Say You Love Me» (ATOC's Rock'n'Ravin' Vocal Remix) 7:04 7. «Don't Say You Love Me» (Video) Enhanced CD ROM 3:45 | CD Promo (RCDMUTE337) 1. «Don't Say You Love Me» (Radio Mix) 3:35 2. «Don't Say You Love Me» (Single Mix) 3:45 3. «Don't Say You Love Me» (Album Mix) 4:00 CD Promo (PCDMUTE337) 1. «Don't Say You Love Me» (Mark Moore & Eon Vox Remix) 5:35 2. «Don't Say You Love Me» (Mark Moore & Eon's Berlin Wall Remix) 6:14 3. «Don't Say You Love Me» (ATOC's Rock 'n' Ravin' Vocal Remix) 7:04 4. «Don't Say You Love Me» (ATOC's Do You Love Me Dub) 6:42 5. «Breathe» (Pete Heller's Phela Club Mix) 7:11 6. «Don't Say You Love Me» (Radio Mix) 3:35 Vinilo Promo (P12MUTE337) - A1. «Don't Say You Love Me» (Mark Moore & Eon Vox Remix) 5:35 - A2. «Don't Say You Love Me» (Mark Moore & Eon's Berlin Wall Remix) 6:14 - AA1. «Don't Say You Love Me» (ATOC's Rock 'n' Ravin' Vocal Remix) 7:04 - AA2. «Don't Say You Love Me» (ATOC's Do You Love Me Dub) 6:42 |

## Créditos
Este sencillo tiene un lado B: Lie to Me escrito por (Clarke/Bell). En algunas versiones, aparece un remix del sencillo anterior Breathe.

## Datos adicionales
El grupo Depeche Mode, en el cual se diera a conocer Clarke, tiene también un tema de 1984 titulado Lie to Me, de su álbum Some Great Reward, pero solo comparten el nombre.